# Astrum
Astrum är ett latinskt ord som betyder 'stjärna'. Ett annat latinskt ord för stjärna är stella.